# Grant Marshall (musicien)
Grantley Evan Marshall, dit « Grant Marshall » (né le 18 décembre 1959 à Bristol, en Angleterre), aussi connu sous le pseudonyme de Daddy G, est un chanteur et musicien britannique, évoluant principalement dans les genres hip-hop et trip hop.
Il est l'un des membres fondateurs du groupe de trip hop Massive Attack.

## Biographie
Né à Bristol de parents antillais, Marshall rejoint la scène musicale de Bristol en tant que membre du groupe sound system The Wild Bunch dans les années 1980 qui comprend alors deux autres membres du futur groupe Massive Attack, Robert Del Naja (3D) et Andrew Vowles (Mushroom). À cette époque, Daddy G est l'un des plus jeunes DJ de la ville.
En 1986, The Wild Bunch est dissous. Del Naja, Vowles et Marshall forment ensuite le groupe de trip hop Massive Attack, considéré comme étant le pionnier de la scène underground de Bristol, avec Portishead et Tricky.
En plus de participer aux albums de Massive Attack, Marshall a également mixé une compilation de titres pour la série DJ-Kicks, en 2004,.
En 2017 il remixe un titre de Gonjasufi sur son album Mandela Effect : Your Maker (Daddy G Remix).

## Discographie

### Compilation
- 2004 : DJ-Kicks : Daddy G